# Armeria hirta
Armeria hirta är en triftväxtart som beskrevs av Carl Ludwig von Willdenow. Armeria hirta ingår i släktet triftar, och familjen triftväxter. Inga underarter finns listade i Catalogue of Life.